# Луговое (Тарановский район)
Луговое — упразднённое село в Тарановском районе Костанайской области Казахстана. Ликвидировано в 2009 г. Входило в состав Евгеновского сельского округа.

## Население
В 1999 году население села составляло 119 человек (61 мужчин и 58 женщин).